# Монтегю-Дуглас-Скотт, Уолтер, 5-й герцог Баклю
Уолтер Фрэнсис Монтегю Дуглас Скотт, 5-й герцог Баклю, 7-й герцог Куинсберри (англ. Walter Francis Montagu Douglas Scott, 5th Duke of Buccleuch, 7th Duke of Queensberry; 25 ноября 1806 — 16 апреля 1884) — шотландский аристократ и политик. Он был известен как достопочтенный Чарльз Монтегю-Скотт с 1806 по 1808 год, лорд Эскдейл с 1808 по 1812 год и граф Далкейт с 1812 по 1819 год. Он занимал должность лорда-хранителя Малой печати (1842—1846).

## Предыстория и образование
Родился 25 ноября 1806 года в Далкейт-хаусе, Мидлотиан, Шотландия. Второй сын Чарльза Монтегю-Скотта, 4-го герцога Баклю (1772—1819), и достопочтенной Гарриет Кэтрин Таунсенд (1773—1814), дочери Томаса Таунсенда, 1-го виконта Сидни, и Элизабет Поуис. Когда его старший брат, Джордж Генри, умер в возрасте 10 лет от кори, Уолтер стал очевидным наследником герцогств Баклю и Куинсберри. Ему было всего тринадцать лет, когда он унаследовал от своего отца герцогства Баклю и Куинсберри в 1819 году. Он получил образование в Итоне и колледже Святого Иоанна в Кембридже (M. A., 1827). В июне 1833 года он был избран членом Королевского общества . В 1841 году он сыграл в двух первоклассных матчах по крикету за Мэрилебонский крикетный клуб.

## Карьера
Крупный шотландский магнат Уильям Монтегю Дуглас Скотт, 5-й герцог Баклю, был членом Консервативной партии, он был назначен рыцарем Ордена Подвязки в 1835 году и членом Тайного совета Великобритании в 1842 году. Он служил лордом-хранителем Малой печати с 1842 по 1846 год и лордом-председателем Совета с января по июль 1846 года в правительстве Роберта Пиля, когда он неохотно поддержал решение Пила отменить законы о кукурузе. После падения Пила политическая карьера герцога во многом подошла к концу. В 1878 году он стал ректором Университета Глазго, должность, которую он занимал до своей смерти в 1884 году.
6 января 1842 года он был назначен полковником Эдинбургского ополчения (полка, который его дедушка 3-й герцог сформировал в 1798 году). 19 марта 1857 года он был назначен адъютантом королевы по ополчению. После отставки от командования 20 мая 1879 года он был назначен первым почетным полковником Королевского Эдинбургского легкого пехотного ополчения, которое к тому времени стало полком.
Он присоединился к Кентерберийской ассоциации 20 мая 1848 года. Планировалось построить в его честь город Баклю около Олфордского леса, но этого не произошло.

## Семья
13 августа 1829 года в церкви Святого Георгия на Ганновер-сквер, Лондон, герцог Баклю женился на леди Шарлотте Энн Тинн (10 апреля 1811 — 18 марта 1895), дочери Томаса Тинна, 2-го маркиза Бата, и достопочтенной Изабеллы Элизабет Бинг. У супругов было четверо сыновей и три дочери:
- Уильям Генри Уолтер Монтегю Дуглас Скотт, 6-й герцог Баклю (9 сентября 1831 — 5 ноября 1914), старший сын и преемник отца
- Лорд Генри Джон Монтегю Дуглас Скотт Монтегю, 1-й барон Монтегю из Бьюли (5 ноября 1832 — 4 ноября 1905)
- Лорд Уолтер Чарльз Монтегю Дуглас Скотт (2 марта 1834 — 3 марта 1895). Его сын Уолтер Джордж Леон Дуглас Скотт женился на Элисон Примроуз Ралуке Хериот (1873—1935), внучке паши Константина Мусуруса.
- Адмирал лорд Чарльз Томас Монтегю Дуглас Скотт (20 октября 1839 — 21 августа 1911)
- Леди Виктория Александрина Монтегю Дуглас Скотт (20 ноября 1844 — 19 июня 1938), замужем за Шомбергом Керром, 9-м маркизом Лотианом
- Леди Маргарет Элизабет Монтегю Дуглас Скотт (10 октября 1846 — 5 февраля 1918)
- Леди Мэри Шарлотта Монтегю Дуглас Скотт (6 августа 1851 — 13 декабря 1908).

В 1822 году король Великобритании Георг IV провел несколько дней в качестве гостя герцога в Далкейтском дворце — это был первый визит правящего ганноверского монарха в Шотландию. Двадцать лет спустя королева Виктория также удостоила его своим визитом. Семья продолжала занимать высокое положение в королевских кругах, будучи приглашенной на коронации Вильгельма IV и Виктории, при этом герцог выступал в роли Золотого Жезла.

## Смерть
Уолтер Фрэнсис Монтегю Дуглас-Скотт, 5-й герцог Баклю, скончался в Боухилле, Селкиркшир, в апреле 1884 года, в возрасте 77 лет, и ему наследовал его старший сын Уильям. Он был похоронен в фамильном склепе мемориальной часовни Баклю в епископальной церкви Святой Марии, Далкит, Мидлотиан.

## Титулатура
- 5-й герцог Баклю (с 20 апреля 1819)
- 7-й герцог Куинсберри (с 20 апреля 1819)
- 7-й маркиз Дамфриссшир (с 20 апреля 1819)
- 8-й граф Баклю (с 20 апреля 1819)
- 5-й граф Донкастер (с 20 апреля 1819)
- 5-й граф Далкейт (с 20 апреля 1819)
- 5-й лорд Скотт из Тиндалла, Нортумберленд (с 20 апреля 1819)
- 5-й лорд Скотт из Уитчестера и Эскдейлла (с 20 апреля 1819)
- 9-й лорд Скотт из Баклю (с 20 апреля 1819).